# Alejo II de Trebisonda
Alejo II de Trebisonda (en griego: Αλέξιος Β΄ Μέγας Κομνηνός, Alexios II Megas Komnēnos; septiembre-diciembre de 1282-1330) fue emperador de Trebisonda desde 1297 hasta 1330. Fue el hijo mayor de Juan II de Trebisonda y Eudoxia Paleóloga. En 1297 sucedió a su padre Juan II al trono de emperador de Trebisonda y permaneció así hasta su muerte en 1330. También fue conocido como Alejo Paleólogo y Alejo Comneno.
Ascendió al trono a la edad de 14 años, tras la muerte de su padre. Quedó bajo el cuidado de su tío, el emperador bizantino Andrónico II Paleólogo. Este quería casarle con la hija del alto funcionario de la corte Nicéforo Choumnos, pero Alejo se casó sin permiso con la princesa ibérica, Jiajak Jaqeli, hija del atabeg de Mesjetia, Beka I Jaqeli, alrededor de 1300. Andrónico apeló a la Iglesia para anular el matrimonio, pero el Patriarca rehusó, alegando que la joven esposa ya estaba embarazada. Eudoxia, la madre de Alejo, que no había vuelto a Trebisonda con el pretexto de inducir a su hijo a disolver el matrimonio, le aconsejó conservar a su esposa ibérica.
En 1311, Alejo II se alió con el emir de Sinope contra los genoveses y en 1313 los atacó pero fue derrotado y tuvo que hacer la paz, que fue renovada en 1316. Perdió territorios en las campañas de los emires turcomanos entre 1313 y 1323, pero logró derrotar a los turcomanos en Giresun. Durante la segunda mitad de su reinado otorgó privilegios comerciales a los venecianos para contrarrestar los de los genoveses. Murió en 1330. Fue sucedido por Andrónico III Comneno.